# Per Sjöblom
Per Sjöblom était un arbitre de football de Suède des années 1910.

## Carrière
Il a officié dans une compétition majeure :
- JO 1912 (3 matchs)